# 安迪·金 (政治人物)
安德鲁·金（英語：Andrew Kim；1982年7月12日—）是一韓裔美國政治人物和前外交官，民主黨黨員。2019年起擔任新泽西州第3國會選區的聯邦眾議員，為眾議院軍事委員會、外交委員會和國會台灣連線成員。安迪·金是美国国会第一位民主党籍的韩裔美国人。
2022年，安迪·金隨眾議院議長裴洛西到訪台灣。
2023年11月，安迪·金宣布参选2024年新泽西州联邦参议员选举，最終當選，是美國首位韓裔參議員。